# 夏侯嬰
夏侯 嬰（かこう えい、? - 紀元前172年）は、秦から前漢にかけての武将。劉邦の部将。劉邦と同じく泗水郡沛県の人。

## 生涯

### 若年期から楚漢戦争まで
若くして劉邦を慕っていた。間もなく県の厩舎係（馬車の御者）や書記を務めた。あるとき劉邦が夏侯嬰を傷害したと告訴されたことがあったが、彼は劉邦を庇ったために偽証の罪で獄に入れられ、数百回の鞭打ちを受けた。夏侯嬰が終始劉邦を庇ったために劉邦は罪に問われることはなかった。
劉邦が挙兵し反秦連合に参加すると夏侯嬰はすぐさまこれに帯同した。劉邦が彼に命じて沛県県令を説得させるとたった一日でこれを説得し降伏させた。劉邦が沛公となると、その功績により太僕に任命された。胡陵の攻略に従軍し蕭何と共に後に泗水監の平（姓は不明）を降伏させ、兵車をすばやく駆って、李由の軍を雍丘で破った。秦将の趙賁の軍と啓封で、秦将の楊熊の軍と戦うのに従軍した。劉邦に従って以来68人の将を捕虜とし、歩兵850人を降伏させた。従軍すると常に兵車で疾く駆け周り功績から滕公に封じられた。劉邦が漢王になると列侯として昭平侯に封ぜられ蜀の地に赴くのに引き続き太僕として付き従った。また、一介の下役人だった韓信の器量を見抜き、国士として推挙した一人である。
彭城の戦いで敗北した際に、夏侯嬰は劉邦と劉邦が連れてきた息子の劉盈（後の恵帝）と娘（後の魯元公主）と共に逃げるが、追っ手に追いつかれると恐怖した劉邦は劉盈と魯元公主を馬車から突き落とす。夏侯嬰は2人を拾い上げたので、劉邦は怒って夏侯嬰を斬ろうとしたが、結局一行は揃って味方陣営へ逃げ帰ることができた。これにより、劉氏一門からの信任が篤くなった。その功績で食邑として祁陽を加えられた。

### 前漢成立から晩年まで
劉邦が項羽の西楚を滅ぼして天下統一を成すと、それまでの功績が評価され、汝陰侯に昇進した。
劉邦が冒頓単于に敗北して包囲された際は、劉邦が兵車を急がせようとするところをわざと徐行させ、弩兵に弓を引き絞ったまま進軍させた。これにより劉邦は包囲を脱出することができた。胡騎を城南に攻撃し、三度敵陣をおとしいれ、功が多いと為され、奪ったところの邑五百戸を賜わった。趙国の相国の陳豨・淮南王英布軍を攻撃した際も、陣を陥しいれて敵をしりぞけた。
ある時、夏侯嬰は魯の大侠客の朱家から依頼されて面会し、朱家に匿われた元楚の将軍の季布を救助すべく説得を受けた。夏侯嬰は朱家の議論とその器量に感服し、機を見て劉邦に上奏した。季布は赦免され、郎中に任命されて劉邦に仕え、後に河東郡守に累進した。
晩年は、呂氏の乱にて呂氏が滅びると少帝弘らを自ら宮中より追い出し、これを誅殺した。まもなく陳平・周勃・灌嬰らと共に劉邦の四男で20余歳の代王劉恒（文帝）を擁立した。
前172年に亡くなり、文侯と諡された。

### 夏侯嬰死後の夏侯家
汝陰侯としての夏侯家は夏侯嬰の嫡子の夏侯竈（夷侯）、孫の夏侯賜（共侯）、曾孫の夏侯頗によって世襲された。夏侯頗は平陽公主（景帝の娘）の降嫁を受ける地位にまでなっていたが、父の側室と密通した廉（かど）により、前115年に賜死となり、汝陰侯の爵位を剥奪され所領も没収された。宣帝の代になり夏侯嬰の玄孫である夏侯信が夏侯家再興を許されたが、汝陰侯は与えられなかった。夏侯頗の妻の平陽公主が「孫公主」と呼ばれていたことから、夏侯頗の子孫は「孫氏」を名乗るようになった。
後漢末期、曹操と共に挙兵した夏侯惇・夏侯淵らは夏侯嬰の末裔とされている。また曹操の父の曹嵩はもともと夏侯惇の叔父にあたる夏侯氏で、曹参の子孫の曹騰の養子になり曹の姓を名乗ることになったとの説がある。

## 夏侯嬰を題材とした作品
- 楚漢名臣列伝（小説、宮城谷昌光、文藝春秋）